# Hymenofoor
Hymenofoor is de verzamelnaam voor de weefsels van een vruchtlichaam van schimmels die het hymenium dragen. Bij een plaatjeszwam bijvoorbeeld zijn alle plaatjes tezamen het hymenofoor terwijl het hymenium de laag van cellen is aan de top van de plaatjes. Soms wordt de term gebruikt om het gehele vruchtlichaam van een paddenstoel aan te geven.
Het hymenofoor bestaat uit een pseudoweefsel (plectenchym). Een ontwikkeld hymenofoor dient om het oppervlak van het hymenium te vergroten, wat de productie van een groter aantal sporen mogelijk maakt en dus de kans vergroot dat de schimmel zich voortplant. Een hymenofoor kan echter ook ontbreken als de basidia direct aan het oppervlak worden gevormd, zoals bij de familie Clavariaceae. Deze vorm wordt vaak een gladde hymenofoor genoemd.
Tot de 20e eeuw werd de basisstructuur van het hymenofoor gebruikt om schimmels te systematiseren. Het bleek echter dat dit niet per se gerelateerd is aan evolutionaire ontwikkeling en dus niet gerelateerd hoeft te zijn aan familierelaties. Deze zijn duidelijker zichtbaar in de structuur van het vlees van het hymenofoor (Hymenophoretrama).
De macroscopische kenmerken zijn karakteristiek bij de determinatie van paddenstoelen. 

## Vormen

Tekeningen
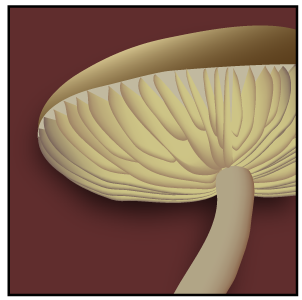
Lamellen
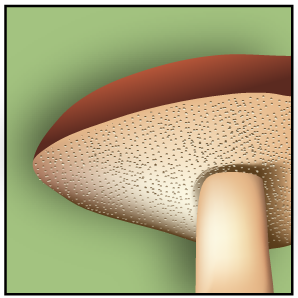
Poriën
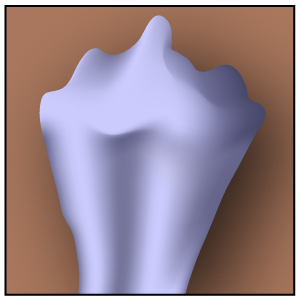
Glad
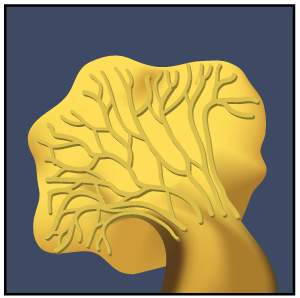
Plooien of lijsten
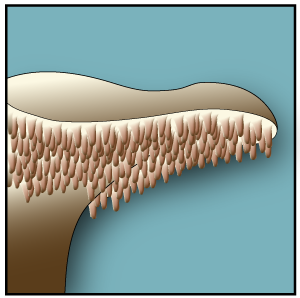
Stekels

Foto's
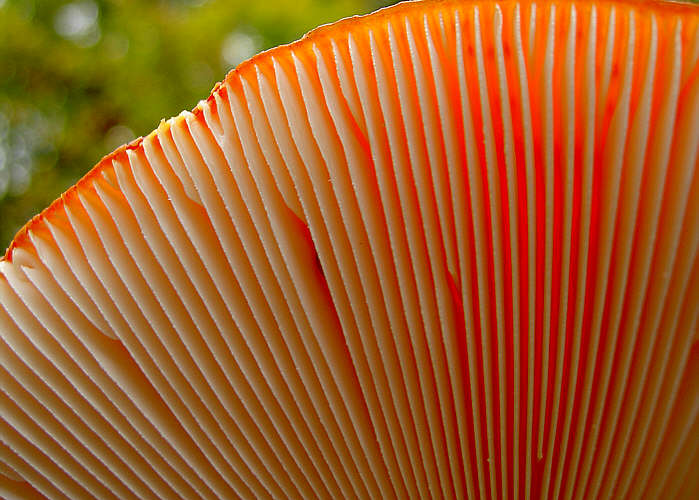
Lamellen
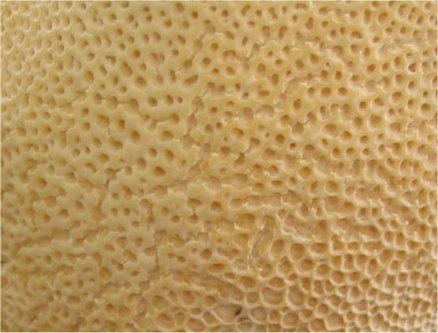
Poriën
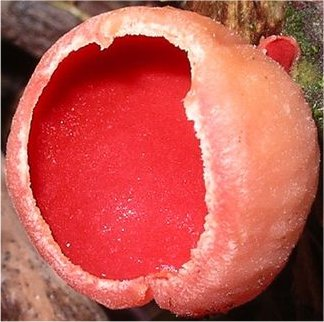
Glad
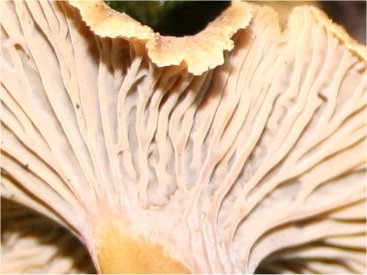
Plooien of lijsten
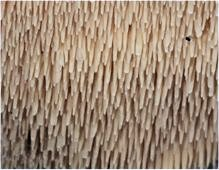
Stekels